# Руднянська Легота
Руднянська Легота (словац. Rudnianska Lehota) — село, громада округу Пр'євідза, Тренчинський край. Кадастрова площа громади — 12.23 км².
Населення 735 осіб (станом на 31 грудня 2020 року).

## Історія
Руднянська Легота згадується 1477 року.

## Населення
| Рік:            | 1994. | 2004.   | 2014.   | 2024.   |
| --------------- | ----- | ------- | ------- | ------- |
| Кількість осіб: | 718   | 722     | 741     | 732     |
| Різниця:        |       | +0,55 % | +2,63 % | -1,21 % |

| Рік:            | 2023. | 2024.   |
| --------------- | ----- | ------- |
| Кількість осіб: | 725   | 732     |
| Різниця:        |       | +0,96 % |